# Señalización autocrina
El término señalización autocrina, comunicación autocrina, liberación autocrina, autocrinia o auto-comunicación se aplica a un tipo de secreción química, que afecta a la misma célula que secretó la sustancia, como una hormona. Por ello, los receptores para la sustancia secretada están sobre la misma célula que la sintetizó. La liberación autocrina es un tipo de comunicación celular que emplea mensajeros químicos.
El mecanismo de señalización autocrino permite la autorregulación de las funciones 
celulares.

La señalización autocrina coordina decisiones de grupos de células idénticas, como las células beta en del centro del islote pancreático murino. 
En la señalización autócrina, para que la molécula señal tenga efecto local, su difusión debe estar restringida, ya sea porque es rápidamente endocitada, o porque queda atrapada por la matriz extracelular.

### Autocrinia en células beta
La serotonina es una señal autocrina sintetizada por las células beta del páncreas. Esta serotonina es liberada junto con la insulina, actúa en el metabolismo de la propia célula β y por tanto en su número y en su volumen.

La retroalimentación autocrina de la insulina sobre las células β, regula negativamente la secreción de insulina. La eliminación del receptor de insulina (R-INS) en las células β, provoca  una hipersecreción inicial de insulina, seguida del desarrollo de resistencia a la insulina.

### Autocrinia en células de la granulosa
En la célula de la granulosa del folículo ovárico dominante, el efecto autocrino de los estrógenos aumenta el número de receptores de LH (R-LH) en la misma célula granulosa.